# Maior Abandonado
| Críticas profissionais | Críticas profissionais |
| Avaliações da crítica  | Avaliações da crítica  |
| Fonte                  | Avaliação              |
| ---------------------- | ---------------------- |
| AllMusic               | [ 1 ]                  |
| Galeria Musical        | [ 2 ]                  |

Maior Abandonado é o terceiro álbum de estúdio da banda brasileira Barão Vermelho, lançado em outubro de 1984. É considerado o melhor álbum da banda, tanto pela crítica especializada como pelo público. Foi o último álbum com a formação original, com Cazuza nos vocais, Roberto Frejat na guitarra, Dé Palmeira no baixo, Maurício Barros nos teclados e Guto Goffi na bateria.

## História
Após "Pro Dia Nascer Feliz" virar um hit no Brasil, a banda é convidada para compor e gravar o tema do filme Bete Balanço. A canção homônima "Bete Balanço" torna-se o hit de maior sucesso da banda impulsionando o filme, que vira sucesso de bilheteria. A música também impulsiona as vendagens do terceiro disco do Barão Maior Abandonado lançado em outubro de 1984, que conquista disco de ouro. Outros sucessos do álbum são: "Maior Abandonado" e "Por Que a Gente é Assim?". 

Acredita-se que o nome do álbum fora inspirado em uma canção do mestre sambista Cartola, pela sua canção "Desfigurado" do álbum Verde Que te Quero Rosa, de 1977, onde há o verso "Meu coração é pobre, magoado. Infeliz como menor abandonado". O que fortalece esta teoria é o fato de Cazuza ser um declarado fã de Cartola, e o que prova isto é a regravação da canção "O Mundo é um Moinho" originalmente gravada e popularizada na voz de Cartola.
Ainda em 1984, é lançado o single "Eu Queria Ter Uma Bomba" (que faz parte da trilha sonora da telenovela A Gata Comeu). 
A banda se apresentou no Rock in Rio em janeiro de 1985 e foi uma das poucas bandas brasileiras a não ser vaiada. Após este álbum, em julho de 1985, durante os ensaios do próximo álbum, Cazuza deixou o Barão Vermelho para a seguir carreira solo.

### Capa
A capa e a contracapa do álbum marcam a primeira colaboração da banda com o artista Felipe Taborda. As fotos, inclusive as do encarte, foram registradas por Frederico Mendes; uma delas, que consiste numa montagem de cinco fotos em que cada membro aparece sozinho ou parcialmente, foi inspirada por um trabalho do seu fotógrafo favorito, Richard Avedon.
A capa mostra os membros da banda diante de um hotel de baixa qualidade denominado "Loves House", que na verdade era um prostíbulo. À direita da banda, uma travesti pode ser vista encostada na parede.
A contracapa traz uma foto da banda sendo revistada pela polícia, com a mesma travesti da capa à esquerda deles, sorrindo. Os agentes envolvidos esconderam suas identificações para não sofrerem consequências por participarem da encenação. Na parede, há um grafite escrito "Faço da minha vida um cenário da minha tristeza" e assinado por Careca.

## Faixas
Todas as canções escritas por Cazuza e Frejat, exceto onde indicado.
| Lado A |                                 |                                                   |         |  |
| N.º    | Título                          | Compositor(es)                                    | Duração |  |
| 1.     | "Maior Abandonado"              |                                                   | 02:44   |  |
| 2.     | "Baby Suporte"                  | Cazuza; Ezequiel Neves; Pequinho; Maurício Barros | 03:08   |  |
| 3.     | "Sem Vergonha"                  |                                                   | 03:13   |  |
| 4.     | "Você Se Parece com Todo Mundo" |                                                   | 02:53   |  |
| 5.     | "Milagres"                      | Cazuza; Denise Barroso; Roberto Frejat            | 02:29   |  |
| 6.     | "Não Amo Ninguém"               | Cazuza; Roberto Frejat; Ezequiel Neves            | 03:48   |  |

| Lado B         |                            |                                        |         |  |
| N.º            | Título                     | Compositor(es)                         | Duração |  |
| 7.             | "Por Que a Gente É Assim?" | Cazuza; Roberto Frejat; Ezequiel Neves | 04:31   |  |
| 8.             | "Narciso"                  |                                        | 02:47   |  |
| 9.             | "Nós"                      |                                        | 03:13   |  |
| 10.            | "Dolorosa"                 |                                        | 02:54   |  |
| 11.            | "Bete Balanço"             |                                        | 03:29   |  |
| Duração total: | Duração total:             | Duração total:                         | 35:09   |  |

## Créditos
Banda
- Cazuza: vocal
- Roberto Frejat: guitarra
- Maurício Barros: teclados e piano
- Dé: baixo
- Guto Goffi: bateria e percussão

Produção
- Produção: Ezequiel Neves e Barão Vermelho exceto "Bete Balanço" produzido por Ezequiel Neves e Andy Mills
- Direção artística: Guto Graça Mello
- Assistentes de estúdio: Nestor (Mixagem),  Marquinhos, Leco, Jackson, César e D'orey
- Técnico de gravação e mixagem: Jorge Guimarães
- Montagem: Ieddo Gouveia
- Criação e direção de arte: Felipe Taborda e Marciso "Pena" Carvalho
- Fotos: Frederico Mendes
- Masterização: Promaster

## Certificações
| País          | Certificação | Vendas certificadas |
| ------------- | ------------ | ------------------- |
| Brasil - ABPD | Ouro         | 100.000             |